# Clube Náutico Brasil
O Clube Náutico Brasil é um clube esportivo brasileiro, sediado na cidade de Vitória, no estado do Espírito Santo. Tem como modalidades o remo, o basquete e o futebol de salão.

## História
O Clube Náutico Brasil foi fundado em 10 de novembro de 1921, atrás do mercado da Vila Rubim, ali naquela Avenida ficava perto do mar, e dali saíam os Barcos, quando o clube foi Transferido do Cias do Schmidt. que era localizado no prolongamento do cais do Porto, de quem vai para a Vila Rubim. o Schmidt era um grande Proprietário ali, tinha diversos prédios, era Alemão. O Clube foi para a Ilha do Príncipe e lá fizeram tudo na camaradagem, porque uma das maiores riquezas do homem é a amizade, é justamente a minha maior Riqueza.
Do Cais do Schmidt para a Ilha do Príncipe, da ilha do Príncipe para o forno crematório- mais que vivo o Clube trocou a nobreza do ilhéu real por 60 contos e ingresso no Crematório Municipal.
Com tudo isso, o Clube parou com o Remo, por não ter condições de arcar com as despesas do Esporte. Durante mais ou menos dois anos, o Esporte de Tradição voltou a poeira na garagem. Com o Remo Parado, na Época o Presidente apontou a proa na Direção de Construir a Sede Social. Foi duplo desafio: em primeiro, o clube tirou leite de pedra de meretrício. Mais conseguiram fazer a Sede Social e o clube passou a viver dias de festança organizada, com bailes e mais bailes até hoje o Clube vive disso.
depois de 30 anos o remo Parado o Aterro na Ilha distanciar da Garagem de Remo, interpondo mais de um quilômetro de chão e atravessando com o barco nas costas por isso o Remo foi Abandonado pelo Clube.
Depois disso o Clube conseguiu uma Garagem de Remo a Beira da maré debaixo do Sambão do Povo, o Clube Mantém Remo, Basquete e Futsal com a novidade de possuir Carpintaria para a fabrica de Barcos. Mais isso tudo está no Passado hoje o Clube vive de Festas na sua Sede Social , o Esporte do clube não existe mais .

## Títulos

### Esportes olímpicos

#### Atletismo
- Campeonato Capixaba de Atletismo: 1 vez — 1996 (1º Lugar Geral Masculino Faes PMV)
- Campeonato Capixaba de Atletismo Infanto-Juvenil: 1 vez — 1995 (Campeão Geral)

#### Remo
- II Troféu Brasil de Remo Junior: 1 vez — 1996
- Maratona de Remo de Vitória: 1 vez — 2006 (categoria Oito Com)
- Campeão Estadual Capixaba de Remo Feminino: 2 vezes — 1991 e 2000
- Troféu Remo Cia Souza Cruz: 1922

### Outros esportes

#### Futebol de salão
- Campeonato Capixaba de Futsal: 4 vezes — 1971, 1976, 1977 e 1994
- II Campeonato Aberto de Futsal da Arci: 1 vez — 1994
- 1º Torneio de Futsal CR Helkis: 1 vez — 1994

#### Damas
- 1º Campeonato Brasileiro de Damas: 1 vez — 1967 (categoria Individual)